# Islandiana flaveola
Islandiana flaveola is een spinnensoort in de taxonomische indeling van de hangmatspinnen (Linyphiidae).
Het dier behoort tot het geslacht Islandiana. De wetenschappelijke naam van de soort werd voor het eerst geldig gepubliceerd in 1892 door Nathan Banks.